# Ferdinand Maresch
Ferdinand Maresch (5. října 1854 Ústí nad Labem – 2. srpna 1940 Ústí nad Labem) byl rakouský a český podnikatel a politik německé národnosti, na počátku 20. století poslanec Českého zemského sněmu.

## Biografie
Pocházel z ústecké podnikatelské rodiny. Jeho otec Johann Maresch (rovněž svého času politicky aktivní jako poslanec zemského sněmu) založil v Ústí firmu na siderolitovou keramiku. Ferdinand Maresch vystudoval (v letech 1865–1867) živnostenskou školu v Ústí nad Labem a odbornou školu v Drážďanech. Převzal potom roku 1873 vedení rodinné továrny. V roce 1877 podnikl studijní cestu do Bruselu. Byl též veřejně a politicky aktivní. V období let 1890–1919 zasedal v městské radě a zodpovídal za komunální finance. Zasadil se roku 1893 o nákup lesů na labských stráních mezi Větruší a Chvalovem a roku 1898 pozemků na Klíši pro výstavbu vilového souboru. Prosadil rovněž založení tramvajové dopravy v Ústí a výstavbu železniční vlečky do průmyslové oblasti v Předlicích. Coby komunální politik podporoval rozvoj místního školství a kulturních institucí. V období let 1924–1934 zastával funkci předsedy muzejní společnosti v Ústí. Roku 1911 mu město udělilo čestné občanství.
Na počátku století se zapojil i do zemské politiky. V doplňovacích volbách roku 1904 byl zvolen do Českého zemského sněmu v kurii obchodních a živnostenských komor (volební obvod Liberec). Mandát zde obhájil i v řádných volbách v roce 1908. Na sněmu prosadil regulaci Labe v úseku mezi Štětím a Ústím nad Labem. Po roce 1908 se ovšem sněm kvůli obstrukcím již fakticky nescházel.